# North Warwickshire
North Warwickshire este un district nemetropolitan în Regatul Unit, în comitatul Warwickshire din regiunea West Midlands, Anglia.

## Orașe din cadrul districtului
- Atherstone
- Coleshill

## Vedeți și
- Listă de orașe din Regatul Unit